# V406 Андромеды
V406 Андромеды (лат. V406 Andromedae), HD 15965 — тройная звезда в созвездии Андромеды на расстоянии (вычисленном из значения параллакса) приблизительно 5519 световых лет (около 1692 парсеков) от Солнца.
Пара первого и второго компонентов — двойная затменная переменная звезда типа Беты Лиры (EB). Видимая звёздная величина звезды — от +9,42m до +9,22m. Орбитальный период — около 2,165 суток.

## Характеристики
Первый компонент — белая звезда спектрального класса B8 или A. Масса — около 5,398 солнечных, радиус — около 9,621 солнечных. Эффективная температура — около 9029 K.
Второй компонент — белая звезда спектрального класса A.
Третий компонент. Масса — около 1045,03 юпитерианских (0,9976 солнечной). Удалён на 2,624 а.е..